# اريك هيكس (لاعب كرة قدم أمريكية)
اريك هيكس (بالإنجليزية: Eric Hicks)‏ هو لاعب كرة قدم أمريكية أمريكي، ولد في 17 يونيو 1976 في إيري في الولايات المتحدة.

## وصلات خارجية
- اريك هيكس على موقع مرجع كرة القدم المحترفة.كوم (الإنجليزية)